# جوين فيردون
جوينيث إيفلين «جوين» فيردون (13 يناير 1925 – 18 أكتوبر 2000) هي ممثلة وراقصة أمريكية. فازت بأربع جوائز توني لأدائها الكوميدي الموسيقي ، وعملت كمساعدة لمصمم رقصات ومدربة رقص متخصصة في المسرح والسينما. كانت فيردون مؤدية ذائعة الصيت في برودواي في الخمسينيات والستينيات والسبعينيات من القرن الماضي. 

## الوفاة
في 18 أكتوبر 2000 ، توفيت جوين فيردون أثناء نومها عن عمر يناهز 75 عامًا بسبب نوبة قلبية في منزل ابنتها نيكول في وودستوك ، فيرمونت .    في وقت لاحق من تلك الليلة ، في الساعة 8 مساءً ، تم تعتيم جميع الأضواء في برودواي تكريماً لفيردون. 

## روابط خارجية
- جوين فيردون على موقع IMDb (الإنجليزية)
- جوين فيردون على موقع الموسوعة البريطانية (الإنجليزية)
- جوين فيردون على موقع ألو سيني (الفرنسية)
- جوين فيردون على موقع ميوزك برينز (الإنجليزية)
- جوين فيردون على موقع تيرنر كلاسيك موفيز (الإنجليزية)
- جوين فيردون على موقع أول موفي (الإنجليزية)
- جوين فيردون على موقع قاعدة بيانات برودواي على الإنترنت (الإنجليزية)
- جوين فيردون على موقع قاعدة بيانات الأفلام السويدية (السويدية)
- جوين فيردون على موقع إن إن دي بي (الإنجليزية)
- جوين فيردون على موقع ديسكوغز (الإنجليزية)